# ハインケル レルヒェ
レルヒェ
レルヒェの模型
- 用途：攻撃機
- 分類：コレオプター式垂直離着陸機
- 製造者：ハインケル社

ハインケル レルヒェ (ドイツ語: Lerche)は第二次世界大戦期後期にドイツのハインケル社が研究/開発していたテールシッター式垂直離着陸対地攻撃機である。この機体は通常の主翼を備えず代わりにダクテッドファンを備える仕様だった。関連する計画としてハインケル ヴェスペがある。

## 設計
レルヒェは初期のコレオプター設計で尾部を着地して垂直に離着陸して通常の航空機のように水平に飛行する。操縦士は先端部に搭乗する。最も特筆すべき特徴は、2基の同軸反転式プロペラをドーナツ状の円環翼内に備える点である。1944年に開発が開始され、1945年3月に中止された。環状翼の空気力学的な原理は基本的に妥当だったものの多くの未解決の製造および制御問題に直面しており、たとえ戦争末期の物資の欠乏がなくても非現実的な計画であった。

## 諸元
一般的な特性
- 乗員： 1
- 全長： 9.4 m（30フィート10インチ）
- 翼幅： 4メートル（13フィート1インチ）
- 翼面積： 12メートル2（130平方フィート）
- 空虚重量： 4,500 kg（9,921ポンド）
- 総重量： 5,600 kg（12,346ポンド）
- 動力： 2× ダイムラー・ベンツ DB 605D V-12液冷直接燃料噴射ピストンエンジン2,000 PS（1,500 kW）

または2× ダイムラー・ベンツ DB 603E V-12液冷直接噴射式ピストンエンジン2,400 PS（1,800 kW）
（1 PS（フェルダーデルケ）= 0.736 kW = 0.98632007272 hp）
性能
- 最高速度： 800 km / h（497 mph; 432 kn）
- 巡航速度： 553 km / h（344 mph; 299 kn）
- 超過禁止速度： 1,282 km / h（797 mph; 692 kn）
- 最大上昇高度： 14,300 m（46,900フィート）
- 上昇速度： 50 m / s（9,800 ft / min）

武装
- 銃： 2×30 mm（1.18 in）MK 108 機関砲
- ミサイル： 3× ルールシュタール X-4有線式空対空ミサイル（オプション）

## 関連する機体
- ハインケル ヴェスペ
- フォッケウルフ トリープフリューゲル
- ロッキード XFV
- コンベア XFY Pogo

## 資料
- Luftwaffe Secret Projects - Ground Attack & Special Purpose Aircraft, D. Herwig & H. Rode, ISBN 1-85780-150-4
- Heinkel Lerche at Luft46.com